# Elżbieta Żakowicz
Elżbieta Żakowicz (ur. 25 czerwca 1947 w Krakowie zm. 7 marca 2023) – polska wokalistka, solistka zespołu Wiślanie 69.

## Życiorys
W rodzinnym Krakowie ukończyła średnią szkołę muzyczną i była wokalistką zespołów: Biała Gwiazda, Ametysty, Czarne Koty, Telstar i Szwagry. Była siostrą saksofonisty Wiesława Żakowicza. W 1966 zdobyła pierwszą nagrodę w organizowanym w Krakowie – konkursie „Mikrofon dla wszystkich” za wykonanie piosenki Ty jesteś moim światem. Sukces ten sprawił, że została zaangażowana najpierw do zespołu Zygmunta Wicharego, a następnie do wojskowej grupy estradowej Desant. W 1969 roku na VII Krajowym Festiwalu Piosenki Polskiej w Opolu otrzymała nagrodę Centralnej Rady Związków Zawodowych za piosenkę pt. Słońce w chmurach łazi. W 1969 roku została także solistką grupy Wiślanie 69, z którą związana była najdłużej i dokonała nagrań fonograficznych. Po rozwiązaniu zespołu z końcem 1972 roku razem z byłymi członkami Wiślan powołała do życia zespół Ela i Grupa. Następnie jako wokalistka występowała wraz z grupami Arianie, Centrum z którym wystąpiła w koncercie zatytułowanym To stary, dobry rock and roll na XIV MFP w Sopocie (1974) i Katapult Band.
Została pochowana na Cmentarzu Prądnik Czerwony w Krakowie.